# Jack Nichols
Jack Edward Nichols (Everett, Washington; 9 de abril de 1926-Palm Springs, California; 24 de diciembre de 1992) fue un baloncestista estadounidense que disputó 9 temporadas como profesional en la BAA y en la NBA. Medía 2,01 metros de altura, y jugaba en la posición de ala-pívot. Fue campeón de la NBA en 1957 jugando en los Boston Celtics.

## Trayectoria deportiva

### Universidad
Comenzó su andadura universitaria sin salir de su estado, con los Huskies de la Universidad de Washington. Tras un año allí, y tras ser incluido en el mejor quinteto de la Pacific Coast Conference, se fue a hacer el servicio militar en la Armada de los Estados Unidos en California, consiguiendo que pudiera matricularse en la Universidad del Sur de California para poder seguir jugando a baloncesto. Tras dos temporadas regresó a Washington, donde en 1948 fue el capitán y el líder de anotación de los Huskies que ganaron el título de conferencia, acabando en tercera posición en las finales regionales de la NCAA. Es el único jugador de la historia en conseguir ser elegido en el mejor quinteto de conferencia en cinco ocasiones y con dos universidades diferentes. Fue incluido en el Salón de la Fama de los Huskies en 1980, y en 2002 fue incluido en el mejor equipo del siglo de la Universidad de Washington, junto a jugadores como Detlef Schrempf, George Irvine o Todd MacCulloch

### Profesional
Fue elegido en la duodécima posición del Draft de la BAA de 1948 por Washington Capitols, donde en su primer año promedió 11,7 puntos y 1,6 asistencias por partido. Mediada la temporada siguiente, y ya compitiendo en la NBA, fue traspasado a Tri-Cities Blackhawks, donde, debido a sus lesiones, apenas pudo jugar 23 partidos en 2 temporadas. Al año siguiente el equipo se trasladó a Milwaukee, convirtiéndose en Milwaukee Hawks, y a Nichols le respetaron las lesiones, convirtiéndose en titular indiscutible y siendo el máximo anotador del equipo y el séptimo mejor de la liga, con 15,8 puntos por partido.
Cuando llevaba unos meses transcurrida la temporada 1953-54 fue traspasado a Boston Celtics, donde se convertiría en el suplente de Ed Macauley. Su mejor temporada con los Celtics sería la 1955-56, cuando promedió 14,3 puntos y 10,4 rebotes por partido, acabando entre os diez mejores de la liga en este apartado. Pero su mayor éxito llegaría al año siguiente, cuando ayudó a siu equipo a conseguir el anillo de campeón de la NBA tras derrotar a St. Louis Hawks en las Finales por 4-3.
Jugó una temporada más en Boston, para retirarse al finalizar la misma. En sus 9 años como profesional promedió 10,4 puntos, 6,9 rebotes y 1,9 asistencias por partido.

## Estadísticas de su carrera en la NBA
|  | Denota temporadas en las que ganó un campeonato de la NBA |

### Temporada regular
| Año      | Equipo             | PJ  | MPP  | TC%  | TL%  | RPP  | APP | PPP  |
| -------- | ------------------ | --- | ---- | ---- | ---- | ---- | --- | ---- |
| 1948-49  | Washington         | 34  | –    | .390 | .730 | –    | 1.6 | 11.7 |
| 1949-50  | Washington         | 49  | –    | .362 | .736 | –    | 1.7 | 13.1 |
| 1949-50  | Tri-Cities         | 18  | –    | .374 | .800 | –    | 3.4 | 13.1 |
| 1950-51  | Tri-Cities         | 6   | –    | .342 | .762 | 10.5 | 2.5 | 11.7 |
| 1952-53  | Milwaukee          | 69  | 38.1 | .363 | .708 | 7.7  | 2.8 | 15.8 |
| 1953-54  | Milwaukee / Boston | 75  | 21.4 | .309 | .743 | 4.8  | 1.4 | 5.9  |
| 1954-55  | Boston             | 64  | 29.8 | .380 | .780 | 8.3  | 2.3 | 9.9  |
| 1955-56  | Boston             | 60  | 32.7 | .413 | .791 | 10.4 | 2.7 | 14.3 |
| 1956-57† | Boston             | 61  | 22.5 | .363 | .794 | 6.1  | 1.4 | 8.2  |
| 1957-58  | Boston             | 69  | 17.7 | .351 | .738 | 4.4  | .9  | 5.8  |
| Total    | Total              | 505 | 26.9 | .368 | .752 | 6.9  | 1.9 | 10.4 |

### Playoffs
| Año   | Equipo     | PJ | MPP  | TC%  | TL%  | RPP  | APP | PPP  |
| ----- | ---------- | -- | ---- | ---- | ---- | ---- | --- | ---- |
| 1949  | Washington | 11 | –    | .408 | .667 | –    | 2.5 | 14.4 |
| 1950  | Tri-Cities | 3  | –    | .300 | .742 | –    | 3.7 | 19.7 |
| 1954  | Boston     | 6  | 35.2 | .486 | .789 | 10.3 | 5.2 | 16.7 |
| 1955  | Boston     | 7  | 33.0 | .370 | .813 | 7.0  | 3.3 | 10.4 |
| 1956  | Boston     | 3  | 33.3 | .372 | .900 | 12.0 | 3.3 | 13.7 |
| 1957† | Boston     | 10 | 11.7 | .400 | .600 | 1.7  | .7  | 3.5  |
| 1958  | Boston     | 11 | 13.5 | .348 | .700 | 4.1  | .7  | 4.8  |
| Total | Total      | 51 | 21.8 | .389 | .739 | 5.6  | 2.3 | 10.2 |